# جيري وندرليش
جيري وندرليش (بالإنجليزية: Gerald White Wunderlich)‏ هو سائق سيارة سباق أمريكي، ولد في 25 أغسطس 1889 في شيكاغو في الولايات المتحدة، وتوفي في 13 أبريل 1937.

## روابط خارجية
- جيري وندرليش على موقع DriverDB.com (الإنجليزية)